# Tipulodina pampangensis
Tipulodina pampangensis är en tvåvingeart som beskrevs av Alexander 1931. Tipulodina pampangensis ingår i släktet Tipulodina och familjen storharkrankar. Inga underarter finns listade i Catalogue of Life.